# Levergies
Levergies és un municipi francès situat al departament de l'Aisne i a la regió dels Alts de França. L'any 2007 tenia 600 habitants.

## Demografia

### Població
El 2007 la població de fet de Levergies era de 600 persones. Hi havia 216 famílies de les quals 44 eren unipersonals (32 homes vivint sols i 12 dones vivint soles), 64 parelles sense fills, 88 parelles amb fills i 20 famílies monoparentals amb fills.
La població ha evolucionat segons el següent gràfic:
Habitants censats

### Habitatges
El 2007 hi havia 237 habitatges, 225 eren l'habitatge principal de la família, 3 eren segones residències i 9 estaven desocupats. 235 eren cases i 1 era un apartament. Dels 225 habitatges principals, 194 estaven ocupats pels seus propietaris, 26 estaven llogats i ocupats pels llogaters i 5 estaven cedits a títol gratuït; 11 tenien dues cambres, 22 en tenien tres, 58 en tenien quatre i 134 en tenien cinc o més. 170 habitatges disposaven pel capbaix d'una plaça de pàrquing. A 93 habitatges hi havia un automòbil i a 109 n'hi havia dos o més.

### Piràmide de població
La piràmide de població per edats i sexe el 2009 era:
| Homes | Edats   | Dones |
| ----- | ------- | ----- |
| 0     | 95 o +  | 0     |
| 0     | 90 a 94 | 0     |
| 0     | 85 a 89 | 8     |
| 12    | 80 a 84 | 4     |
| 4     | 75 a 79 | 4     |
| 24    | 70 a 74 | 12    |
| 16    | 65 a 69 | 12    |
| 8     | 60 a 64 | 20    |
| 20    | 55 a 59 | 12    |
| 12    | 50 a 54 | 16    |
| 36    | 45 a 49 | 36    |
| 20    | 40 a 44 | 28    |
| 8     | 35 a 39 | 8     |
| 20    | 30 a 34 | 16    |
| 32    | 25 a 29 | 8     |
| 24    | 20 a 24 | 12    |
| 12    | 15 a 19 | 24    |
| 8     | 10 a 14 | 44    |
| 4     | 5 a 9   | 12    |
| 24    | 0 a 4   | 12    |

## Economia
El 2007 la població en edat de treballar era de 406 persones, 283 eren actives i 123 eren inactives. De les 283 persones actives 256 estaven ocupades (148 homes i 108 dones) i 27 estaven aturades (15 homes i 12 dones). De les 123 persones inactives 37 estaven jubilades, 40 estaven estudiant i 46 estaven classificades com a «altres inactius».

### Ingressos
El 2009 a Levergies hi havia 226 unitats fiscals que integraven 594 persones, la mediana anual d'ingressos fiscals per persona era de 17.059 €.

### Activitats econòmiques
Dels 8 establiments que hi havia el 2007, 1 era d'una empresa de fabricació d'altres productes industrials, 2 d'empreses de construcció, 1 d'una empresa de comerç i reparació d'automòbils, 2 d'empreses de transport, 1 d'una empresa financera i 1 d'una entitat de l'administració pública.
L'únic servei als particulars que hi havia el 2009 era una oficina de correu.
L'any 2000 a Levergies hi havia 8 explotacions agrícoles.

## Equipaments sanitaris i escolars
El 2009 hi havia una escola elemental.

## Poblacions més properes
El següent diagrama mostra les poblacions més properes.